# كونيو ناكامورا
كونيو ناكامورا (باليابانية: 中村邦夫؛ بالكانا: なかむら くにお) هو شخصية أعمال ياباني، ولد في 5 يوليو 1939.